# Philippe Marcotte de Quivières
Pour les articles homonymes, voir Marcotte de Quivières et Marcotte.
Pour les autres membres de la famille, voir Famille Marcotte.
Philippe Héliodore Marie Marcotte de Quivières, né à Doullens en 1779 et mort à Toulon en 1852, est un collectionneur d'œuvres d'art.

## Biographie
Philippe Marcotte de Quivières est né dans une famille d'ancienne bourgeoisie originaire d'Artois et de Picardie, issue de Guyon Marcotte (né vers 1500), prévôt royal de Roye, (Somme).
Il est le fils de Philippe Marcotte, seigneur de Pyn et Receveur des Fermes à Noyon puis à Doullens, et de Louise Antoinette Duclos du Fresnoy. Il est aussi le neveu Charles-Nicolas Duclos du Fresnoy, notaire royal et mécène du peintre Jean-Baptiste Greuze, comme le cousin du baron Charles Athanase Walckenaer, préfet et naturaliste de renom. Il est l'oncle par alliance de Jean-Auguste-Dominique Ingres ainsi que le beau-frère d'Edme Bochet, de madame Henry Panckoucke née Cécile Bochet et de madame Ramel (de Nogaret) née Delphine Bochet.
Son fils Louis Marcotte de Quivières deviendra le principal mécène de Théodore Chassériau. 
Il occupe les fonctions de directeur des Douanes et est fait Chevalier de la Légion d'Honneur. En 1804, il épouse Félicité Antoinette Nathalie Bochet et rencontre Jean-Auguste-Dominique Ingres en 1824 quand celui-ci revient à Paris après ses années italiennes. Il initie sa collection au contact de son frère, Charles Marcotte d'Argenteuil et de son important réseau d'artistes. Ses premiers achats sont des œuvres d'Ingres : "L'Odalisque à l'esclave" et "L'Arétin chez Le Tintoret". Si en 1856, son épouse fait réaliser par Ingres le portrait à la mine de plomb de sa petite-fille Cécile Panckoucke en mariée qui devait épouser Jacques-Raoul Tournouër, Philippe Marcotte de Quivières s'éloigne d'Ingres pour soutenir Théodore Chassériau. 
Il lui commande plusieurs portraits, dont ceux de son fils Louis et de son épouse Gabrielle d'Amblat, de sa petite-fille Cécile Panckoucke à l'âge de 2 ans conservée dans la descendance Panckoucke, et quelques œuvres dont les deux de ses plus importantes œuvres de jeunesse conservées aujourd'hui au Louvre : "Vénus Anadyomène",  peinte en 1868, "Esther se parant pour être présentée au roi Assuérus" ou "La toilette d'Esther", datant de 1841, ou "Trépidarium". On y trouve aussi des œuvres de Alexandre-Gabriel Decamps, Jean-Baptiste Isabey et Giovanni Paolo Panini et de nombreuses autres toiles sans nom d'auteur. 
En 1875, sa collection enrichie par les achats de son fils Louis, sera mise en vente à Drouot pour le prix de 224.300 francs.
Son goût des arts fut transmis à sa nombreuse descendance : sa fille Joséphine épouse Henri Panckoucke, fils de Cécile Bochet et de Henry Panckoucke de la dynastie des grands libraires et éditeurs de L'Encyclopédie et propriétaires de le Mercure de France et de Le Moniteur universel, eux-mêmes collectionneurs des XVIIIe et XIXe siècles ; sa fille Caroline épouse Salvador Louis Cherubini, fils du compositeur Luigi Cherubini; son petit-fils Augustin Marcotte de Quivières est élève du peintre William Bouguereau ; sa petite-fille Cécile Panckoucke épouse Jacques-Raoul Tournouër, président de la Société Géologique de France et dessinateur éclairé ; sa petite-fille Simone Marcotte de Quivières épouse le prince Nikita Troubetzkoy, famille de collectionneurs ; son arrière petite-fille Suzanne Tournouër épouse Maurice Bastide du Lude aquafortiste et sculpteur de renom.
Il décède à Toulon en février 1852 chez sa fille Félicité, épouse de Joseph Emile Gérard.

## Armoiries
« D’argent au lion de sable armé et lampassé de gueules. »